# یلنا آرشاکیان
یلنا آرشاکیان (ارمنی: Ելենա Արշակյան؛ انگلیسی: Yelena Arshakyan؛ ۲ ژوئیهٔ ۱۹۸۴) کارگردان فیلم اهل ارمنستان است.

## زندگی‌نامه
وی در ۲ ژوئیه ۱۹۸۴ در ایروان به دنیا آمد و از انستیتو دولتی سینما و تئاتر ایروان فارغ‌التحصیل گشت. 

## گزیده فیلم‌شناسی
- پرواز ناتمام